# Air Bissau
Air Bissau va ser l'aerolínia nacional de Guinea Bissau, que feia els serveis operatius des de la seva base a l'Aeroport Internacional Osvaldo Vieira a Bissau.

## Història
Transportes Aéreos da Guiné Portuguesa va ser fundada el 1960 per operar vols dins de la Guinea portuguesa com a aerolínia nacional. Els serveis en rutes internacionals de Bissau a Dakar, Illa de Sal i Praia es van inaugurar poc després de la seva fundació. Un De Havilland Heron i dos De Havilland DH.89 Dragon Rapide operaven les rutes en 1961. En 1968 l'aerolínia operava 2 d'Havilland Heron, tres Dornier Do 27, un Cessna 206, un Cessna 172 i una Auster. L'aerolínia nacional portuguesa, TAP Portugal es va fer càrrec d'alguns vols de la TAGP, operant amb Boeing en lloc dels avions Cessna de TAGP. TAP opera des d'ilha de Sal a Bissau amb els Boeings i TAGP operaria el vol de tornada amb la seva avioneta.
Quan la Guinea Portuguesa va obtenir la independència de Portugal el 1974, i el país va ser reanoenat Guinea Bissau, la línia aèria també va ser reanomenada Linhas Aéreas da Guiné-Bissau. La companyia operava en aquell moment un HS-748, un Dornier Do 27 i un Cessna 206.
A mitjans de la dècada de 1980 la línia aèria seria propietat de l' OAP, que en el moment posseïa també Maldives Airways. El nom de la línia aèria es va canviar a Transportes Aéreos da Guiné-Bissau. Duu a terme vols al Senegal, Cap Verd, Gàmbia i Guinea, a més dels serveis nacionals de Bissau a Bubaque. En 1988 es va inaugurar un servei de Bissau a París com a servei conjunt amb l'aerolínia francesa Europe Aéro Service, que operava amb un Boeing 727 d'aquest últim. El nom de l'aerolínia fou canviat a Air Bissau, el seu nom actual, en 1989.
Un Fokker F27 de l'aerolínia es va estavellar a Dori, Burkina Faso el 15 d'agost de 1991, matant els tres tripulants palestins. L'avió que volava procedent de Kano (Nigèria) a Bamako (Mali) va colpejar uns arbres i després es va estavellar i es va trencar. L'accident va posar en relleu el paper de l'Organització per a l'Alliberament de Palestina en les operacions aire de Bissau, que pel que sembla subministrava la línia aèria amb tres Fokker F27 i que van ser operats per tripulacions palestines. D'acord amb Flight International aquest paper havia estat codificat per un acord entre l'OAP i Guinea Bissau el 1988, que d'acord amb Daniel Pipes va permetre George Khallaq comprar part de l'aerolínia al govern de Guinea Bissau.
L'aerolínia també operava un Antonov An-24, i va ser aquest aparell que es va estavellar el 7 d'abril de 1992, prop de Ma'tan as-Sarra a Líbia. L'avió feia un vol procedent de Khartum, Sudan a Tunis, Tunísia, quan es va trobar una tempesta de pols al desert del Sàhara, obligant la tripulació palestina a intentar un aterratge d'emergència a la Base aèria de Maaten al-Sarra. Segons la ràdio líbia, l'aeronau van desaparèixer 15 minuts abans d'arribar a la base. L'avió portava al  President de l'OAP Iàssir Arafat i un seguici de guardaespatlles i assistents. l'avió va ser trobat pel Força Aèria de Líbia gairebé 12 hores després de l'accident, on es va confirmar que els tres tripulants van morir, i els deu passatgers, incloent a Arafat, va sobreviure.
Es va informar que el 1996 tots els avions de la flota s'havien venut o bé s'havien donat de baixa, i que el Govern tenia previst privatitzar la companyia aèria. Tots els vols de l'aerolínia estaven sent operats com a serveis conjunts amb altres companyies aèries, utilitzant les seves aeronaus. Aire Bissau estava operant un servei conjunt a la setmana des de Bissau a Lisboa amb un Boeing 757 de Transportes Aéreos de Cabo Verde, i un servei setmanal de Bissau a Dakar, un cop més, en relació amb l'aerolínia de Cap Verd utilitzant un dels seus ATR 42.
L'aerolínia va ser liquidada el 1998, quan el govern de Guinea Bissau va contractar tots els serveis amb TACV de Cap Verd.